# Heinz Toppmöller
Heinz Toppmöller (* 16. März 1950) ist ein ehemaliger deutscher Fußballspieler und jetziger Trainer.

## Karriere

### Spieler
Toppmöller stand bereits seit zwei Spielzeiten im Kader des Bundesligisten 1. FC Kaiserslautern. In der Saison 1974/75 kam der Mittelfeldspieler zu seinem Debüt. Am 20. Spieltag lief er beim Spiel gegen den SV Werder Bremen erstmals auf, das Spiel wurde 4:1 gewonnen. Insgesamt kam er zu vier Einsätzen in der Bundesliga, in denen jeweils auch sein jüngerer Bruder Klaus auf dem Platz stand. Toppmöller stand zwar im Kader der Profis, kam aber stets bei den Amateuren zum Einsatz. Mit denen er um die deutsche Amateurmeisterschaft 1973 spielte. Das Finale wurde in Offenbach 1:0 gegen die SpVgg Bad Homburg verloren. Später spielte er beim FSV Salmrohr.

### Trainer
Nach seiner aktiven Karriere übernahm er das Amt an der Seitenlinie. Er war Trainer beim SV Leiwen und dem SV Morbach, bevor ab Februar 2006 Trainer der georgischen U19-Nationalmannschaft wurde.
Seit Herbst 2011 trainierte Toppmöller den Rheinlandligisten FSV Trier Tarforst, das Engagement endete bereits zum Ende desselben Jahres.

## Privates
Sein Sohn Marco war ebenfalls beim FCK Fußballprofi.